# تی‌اس‌جی انترتینمنت
تی‌اس‌جی اینترتینمنت به (انگلیسی: TSG Entertainment) یک مؤسسه تأمین مالی فیلم است که در درجه اول بودجه فیلم‌های اکشن زنده را تأمین می‌کند.

## فیلم‌ها

### ۲۰۱۳
- زندگی پنهان والتر میتی
- کتاب‌دزد (فیلم)
- Baggage Claim
- مشاور (فیلم)
- Black Nativity
- مخمصه (فیلم ۲۰۱۳)
- ولورین (فیلم ۲۰۱۳)
- یک روز خوب برای جان‌سخت
- بحث کافیه
- پرسی جکسون و المپ‌نشینان: دریای هیولاها
- راه، راه بازگشت
- کارآموزی (فیلم)
- خلسه (فیلم ۲۰۱۳)[۱]

### ۲۰۱۴
- Belle
- کندو (فیلم ۲۰۱۴)
- وحشی (فیلم ۲۰۱۴)
- بیا پلیس باشیم
- Devil's Due
- زن دیگر (فیلم ۲۰۱۴)
- طلوع سیاره میمون‌ها
- بخت پریشان (فیلم)
- مردان ایکس: روزهای گذشته آینده
- شب در موزه: راز مقبره
- دختر گم‌شده (فیلم)
- بردمن (فیلم)
- هتل بزرگ بوداپست
- خروج: خدایان و پادشاهان[۱]
- کینگزمن: سرویس مخفی[۱]

### ۲۰۱۵
- دور از اجتماع خشمگین (فیلم ۲۰۱۵)
- آلوین و سمورچه‌ها: جاده چیپ
- پل جاسوس‌ها
- دومین هتل فوق‌العاده شگفت‌انگیز ماریگولد
- طولانی‌ترین سواری (فیلم ۲۰۱۵)
- ویرانی (فیلم ۲۰۱۵)
- جوی (فیلم)[۱]
- مریخی (فیلم)[۲]
- چهار شگفت‌انگیز (فیلم ۲۰۱۵)
- جاسوس (فیلم ۲۰۱۵)
- هیتمن: مأمور ۴۷
- شهرهای کاغذی (فیلم)
- دونده مارپیچ: مشقت‌های اسکرچ

### ۲۰۱۶
- آن طرف در (فیلم ۲۰۱۶)
- ددپول (فیلم)[۱]
- مردان ایکس: آپوکالیپس[۲]
- روز استقلال: بازخیز[۲]
- خانه دوشیزه پرگرین برای بچه‌های عجیب (فیلم)[۲]
- ارقام پنهان
- Absolutely Fabulous: The Movie[۱]

### ۲۰۱۷
- لوگان (فیلم)[۳]
- Diary of a Wimpy Kid: The Long Haul[۴]
- بیگانه: کاوننت[۵]
- جنگ برای سیاره میمون‌ها[۲]
- دخترعموی من ریچل[۶]
- [[پتی کیک$3 with فاکس سرچلایت پیکچرز[۷]

### ۲۰۱۸
- دونده مارپیچ: علاج مرگ[۸]
- ددپول ۲[۹]
- تاریک‌ترین ذهن‌ها (فیلم)[۱۰]
- غارتگر (فیلم ۲۰۱۸)[۱۱]

### ۲۰۱۹
- پسری که شاه خواهد شد (۲۵ ژانویه ۲۰۱۹); فاکس قرن بیستم، ورکینگ تایتل فیلمز،  Big Talk Pictures[۱۲]
- دارک فینکس (فیلم)

### ۲۰۲۰
- جهش‌یافته‌های جدید (فیلم)[۱۳]
- آرتمیس فاول (فیلم) with والت دیزنی پیکچرز
- The One and Only Ivan with والت دیزنی پیکچرز